# Selecció de futbol de Zàmbia
La Selecció de futbol de Zàmbia és l'equip representatiu del país a les competicions oficials. Està dirigida per la Federació Zambiana de Futbol (en anglès, Football Association of Zambia), pertanyent a la CAF.
A nivell internacional, només ha participat en la Copa d'Àfrica de Nacions, on ha jugat dues finals, el 1974 i el 1994.

## Competicions internacionals

### Participacions en la Copa del Món
- 1930 a 1966 - No va participar
- 1970 a 2010 - No es va classificar

### Participacions en la Copa d'Àfrica
| - 1957 - No va participar - 1959 - No va participar - 1962 - No va participar - 1963 - No va participar - 1965 - No va participar - 1968 - No va participar - 1970 - No es va classificar - 1972 - No es va classificar - 1974 - Finalista - 1976 - No es va classificar - 1978 - Primera fase - 1980 - No es va classificar - 1982 - Tercer lloc - 1984 - No es va classificar |  | - 1986 - Primera fase - 1988 - Es va retirar - 1990 - Tercer lloc - 1992 - Quarts de final - 1994 - Finalista - 1996 - Tercer lloc - 1998 - Primera fase - 2000 - Primera fase - 2002 - Primera fase - 2004 - No es va classificar - 2006 - Primera fase - 2008 - Primera fase - 2010 - Quarts de final - 2012 - Campions |